# Live From Baloise Session
Live From Baloise Session è un album dal vivo pubblicato nel 2025 dal gruppo rock progressivo inglese Jethro Tull. L'album presenta il concerto del 2008 tenuto nella città di  Basilea, Svizzera.

## Tracce

### Disco 1
1. My Sunday Feeling
2. Living In The Past
3. Serenade To A Cuckoo
4. So Much Trouble
5. Nursie
6. Rocks on the Road
7. A New Day Yesterday
8. Too Old to Rock 'n' Roll: Too Young to Die
9. Bourée

### Disco 2
1. Nothing Is Easy
2. Dharma for One
3. Heavy Horses
4. Thick as a Brick (excerpt)
5. Aqualung
6. Locomotive Breath

## Formazione
- Ian Anderson - cantante, flauto traverso, chitarra acustica
- Martin Barre - chitarra elettrica
- David Goodier - basso
- John O'Hara - tastiere
- Doane Perry - batteria